# Endocalyx indumentum
Endocalyx indumentum är en svampart som beskrevs av G. Okada & Tubaki 1984. Endocalyx indumentum ingår i släktet Endocalyx, divisionen sporsäcksvampar och riket svampar.   Inga underarter finns listade i Catalogue of Life.